# Nicklas Lidström
Nicklas Erik Lidström, född 28 april 1970 i Krylbo i Folkärna församling i Dalarnas län, är en svensk före detta professionell ishockeyspelare. Han spelade för Detroit Red Wings i NHL till och med säsongen 2011/12. 
Den 29 juni 2015 valdes han in i Hockey Hall of Fame.

## Biografi
Under sina 20 år i Nordamerika vann Lidström Stanley Cup fyra gånger och tilldelades flera NHL-priser, samt röstades fram och deltog i tio all star-matcher. Han har även spelat flest slutspelsmatcher av alla européer (bland nordamerikaner har endast Chris Chelios, 266, spelat fler än Lidströms 263) och blivit förste och hittills ende europeiske försvarare att nå 1 000 NHL-poäng. Som fyrfaldig Stanley Cup-mästare, är han en av de svenskar som har vunnit Stanley Cup flest antal gånger.
Vid Tidernas hockeygala 2022 utsågs Nicklas Lidström, av Svenska Ishockeyförbundet, till Sveriges bästa ishockeyspelare genom tiderna.
Hockeymagasinet The Hockey News röstade fram Lidström som den bäste europeiske hockeyspelaren genom tiderna i NHL. Han vann VM med Tre kronor 1991. I OS 2006 var Lidström en viktig faktor för Sverige när de vann över Finland i finalen där han själv gjorde det matchavgörande 3-2-målet. I och med OS-guldet blev han den 17:e medlemmen av Trippelguldklubben.

## Spelarkarriär

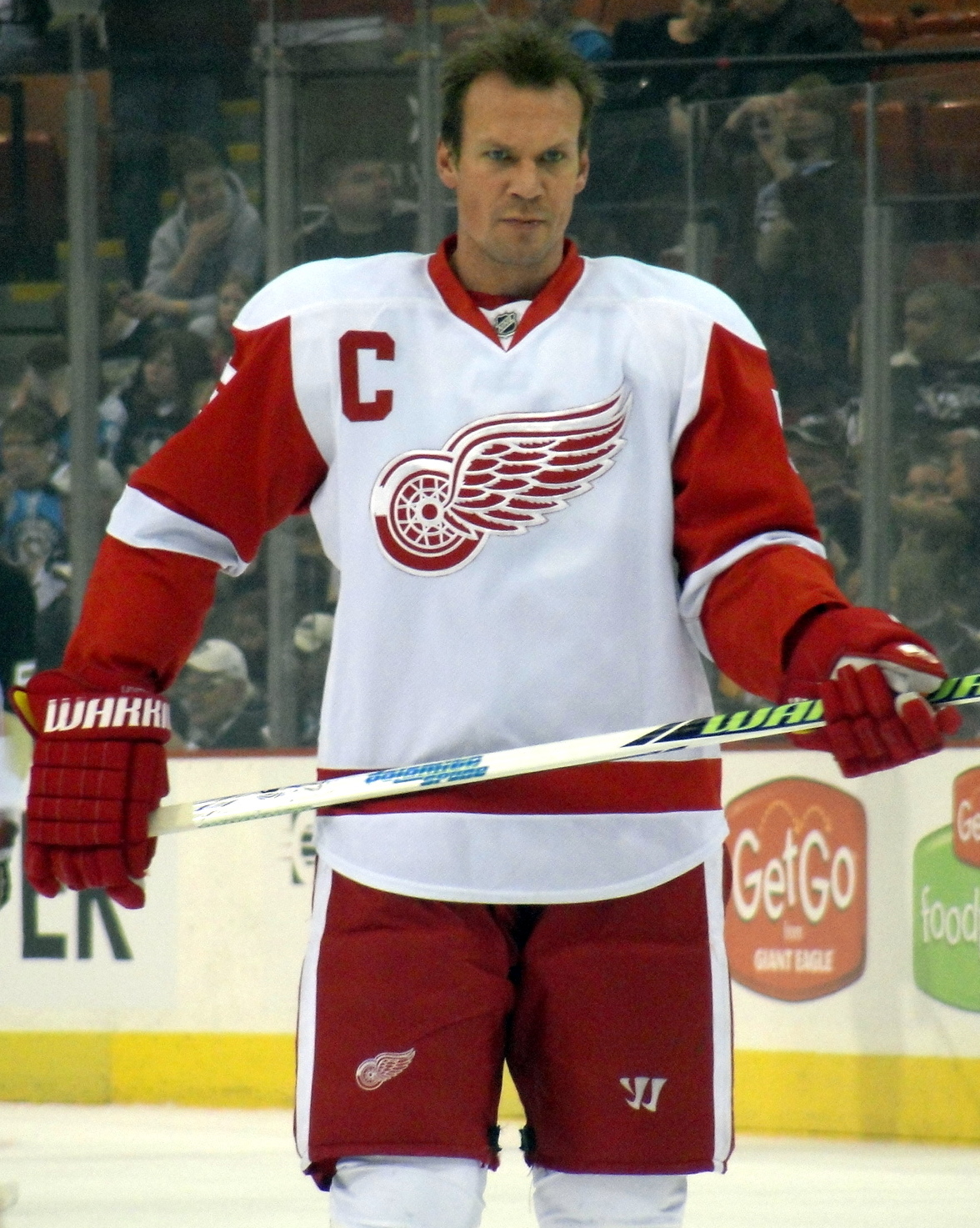
Nicklas Lidström 2010.

Lidström startade sin ishockeykarriär i Skogsbo SK i Avesta. Han föddes i Krylbo men är uppväxt i Avesta. Som 16-åring flyttade han till Västerås där han började på stadens ishockeygymnasium och startade elitkarriären i Västerås IK. Under tre elitseriesäsonger med klubben spelade han 103 matcher och gjorde 42 poäng (12 mål och 30 målgivande passningar). Han draftades av Detroit Red Wings i NHL-draften 1989 som 53:e valet totalt. Han gjorde sin NHL-debut säsongen 1991/92 men åkte tillbaka till Sverige och spelade för Västerås under NHL-lockouten 1994/95. Under sin första säsong i NHL gjorde Lidström 60 poäng och kom tvåa i omröstningen för Calder Memorial Trophy (Pavel Bure vann).
Lidström var en av de spelare som hade mest istid i NHL. Han spelade i genomsnitt 28 minuter och 7 sekunder under säsongen 2005/06, vilket var hans högsta genomsnitt under hela karriären. 2003/04 spelade han sin 1 000:e NHL-match - han missade endast 17 matcher under 12½ säsonger (1994/95 halverades till 48 matcher på grund av en arbetstvist). Den 15 oktober 2009 blev Lidström den första europeiske backen (och den åttonde backen någonsin) att nå 1 000 poäng i NHL. Övriga backar som har gjort 1 000 poäng är Ray Bourque (1 579), Paul Coffey (1 531), Al MacInnis (1 274), Phil Housley (1 232), Larry Murphy (1 216), Denis Potvin (1 052) och Brian Leetch (1 028). Totalt sett var Lidström den 74:e spelaren att göra 1 000 poäng i NHL. De enda svenska spelare som har nått milstolpen förutom Lidström är Mats Sundin och Daniel Alfredsson.
I NHL-slutspelet 2002 vann Lidström utmärkelsen Conn Smythe Trophy som den mest värdefulle spelaren under slutspelet. Han blev då den förste europeiske spelaren som vunnit priset. Från och med säsongen 1997/98 var Lidström assisterande lagkapten för Detroit. 2006 utsågs han till lagkapten efter att Steve Yzerman lade av med ishockey. Två år senare blev han historisk genom att som förste europeiske lagkapten lyfta Stanley Cup-bucklan.
Den 22 juni 2011 vann Lidström James Norris Memorial Trophy, som ligans bäste försvarsspelare, för sjunde gången. I och med utmärkelsen blev han den tredje spelaren i NHL:s historia att vinna sju eller fler Norris Trophy-utmärkelser; endast Bobby Orr med åtta vinster har vunnit fler. Doug Harvey har också vunnit sju.
Lidström anses av många som en av de bästa backarna i NHL-historien efter att ha tilldelats James Norris Memorial Trophy som NHL:s bästa back sju gånger, varav tre säsonger i rad vid två tillfällen, 2000/01 till 2002/03, 2005/06 till 2007/08 samt säsongen 2010/11. Han var den förste backen som vann utmärkelsen tre år i rad sedan Bobby Orr. Han har varit en finalist till utmärkelsen totalt nio gånger under de senaste tio säsongerna. Lidström spelade för Detroit Red Wings under alla sina 20 säsonger i NHL. Han vann Stanley Cup fyra gånger med klubben, 1996/97, 1997/98, 2001/02 och 2007/08. Ingen annan svensk har fler Stanley Cup-ringar. Lidström är dessutom den spelare som varit mest tid på isen av alla genom alla tider i NHL; totalt 29 968,52 minuter.
Endast Ray Bourque (13 gånger) har valts in som back i NHL First All Star Team fler gånger än Lidström, som med 10 gånger tangerar Doug Harvey.
Lidström är den andre spelaren i NHL:s historia, tillsammans med Bobby Orr (1970, 1972), som vunnit James Norris Memorial Trophy, Conn Smythe Trophy och Stanley Cup under en och samma säsong (2002).
2007 utsåg tidningen The Hockey News honom till "Tidernas europé i NHL", och under slutet av 2009 blev han utsedd till "årtiondets bästa NHL-spelare" av flera väl ansedda tidningar som Sports Illustrated, The Sporting News och The Hockey News.
Lidström gjorde inte ett hattrick i NHL förrän efter 19 år och 1 442 spelade matcher, då han den 16 december 2010 gjorde tre mål mot St. Louis Blues. Detroit vann matchen med 5-2.
Lidström meddelade den 31 maj 2012 på en presskonferens i Joe Louis Arena att han slutade som aktiv ishockeyspelare.

## Utmärkelser och meriter
- VM-guld – 1991[7]
- OS-guld – 2006[7]
- NHL All-Rookie Team – 1992[7]

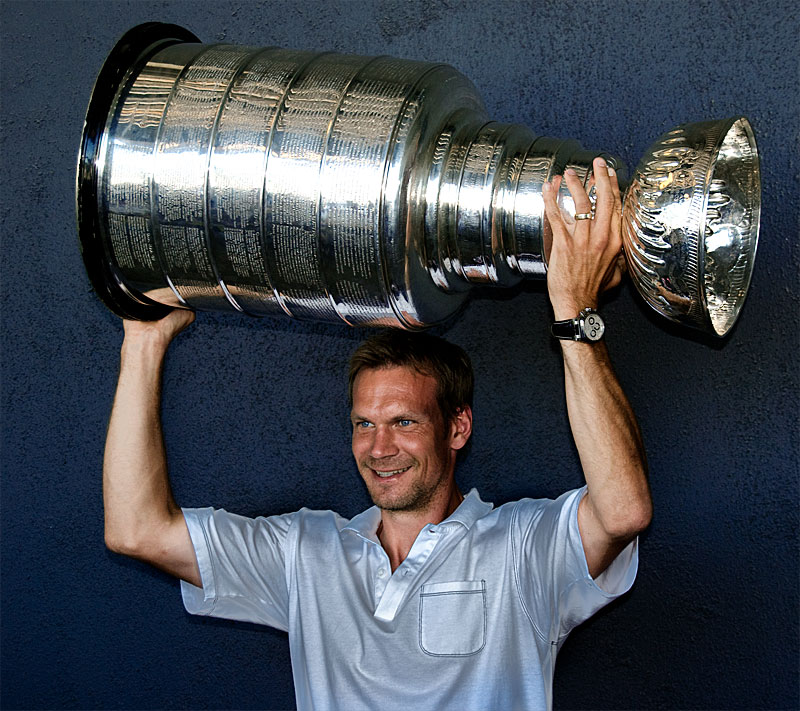
Lidström vann Stanley Cup fyra gånger.

- NHL All-Star Game – 1996, 1998, 1999, 2000, 2001, 2002, 2003, 2004, 2007, 2008, 2009, 2011[7]
- NHL First All-Star Team – 1998, 1999, 2000, 2001, 2002, 2003, 2006, 2007, 2008, 2011[7]
- NHL Second All-Star Team – 2009, 2010[7]
- Stanley Cup-mästare (med Detroit Red Wings) – 1997, 1998, 2002, 2008[7]
- James Norris Memorial Trophy – 2001, 2002, 2003, 2006, 2007, 2008, 2011[7]
- Förste europé som vunnit James Norris Memorial Trophy (2001)[8]
- Fjärde back i NHL som vunnit James Norris Memorial Trophy tre gånger i rad (2001–2003)[8]
- Tredje back i NHL som vunnit James Norris Memorial Trophy sju gånger[8]
- Conn Smythe Trophy – 2002[9]
- Förste europé att vinna Conn Smythe Trophy (2002)[9]
- Flest poäng av en back i Detroit Red Wings under en säsong (80 poäng 2005/06)
- 36:e spelaren (9:e backen) i NHL med 700 målgivande passningar (2008)[8]
- Vald till bäste europé i NHL genom tiderna (2007)[10]
- Förste europeiske lagkaptenen att vinna Stanley Cup (2008)[11][12]
- Förste europeiske back och åttonde back totalt att nå 1 000 NHL-poäng[13]
- Utsedd till årtiondets bäste spelare i NHL av tidningen Sports Illustrated (2009)[10]
- Invald i IIHF Hockey Hall Of Fame 2014
- Invald i Hockey Hall of Fame 2015[1]
- Utses till Tidernas Spelare och Tidernas Back och ingår i Tidernas All-Star Team, framröstat av svenska folket, när Svenska ishockeyförbundet firade hundra år med Tidernas hockeygala i Avicii arena 2022.[14]
- Förste vinnaren av Börje Salming Courage Award 2023. [15]

## Klubbar
- Skogsbo SK (moderklubb)
- Västerås IK (1987/88–1990/91 och 1994/95)
- Detroit Red Wings (1991/92–1993/94 och 1994/95–2011/12)

## Statistik

### Klubbkarriär
| 1988/89           | Västerås IK       | Elitserien        | 20    | 0   | 2   | 2     | –   | 4   | –   | –  | –   | –   | –  | –  |
| 1989/90           | Västerås IK       | Elitserien        | 39    | 8   | 8   | 16    | –   | 14  | 2   | 0  | 1   | 1   | –  | 2  |
| 1990/91           | Västerås IK       | Elitserien        | 38    | 4   | 19  | 23    | –   | 2   | 4   | 0  | 0   | 0   | –  | 4  |
| 1991/92           | Detroit Red Wings | NHL               | 80    | 11  | 49  | 60    | 36  | 22  | 11  | 1  | 2   | 3   | -5 | 0  |
| 1992/93           | Detroit Red Wings | NHL               | 84    | 7   | 34  | 41    | 7   | 28  | 7   | 1  | 0   | 1   | -2 | 0  |
| 1993/94           | Detroit Red Wings | NHL               | 84    | 10  | 46  | 56    | 43  | 26  | 7   | 3  | 2   | 5   | 4  | 0  |
| 1994/95           | Detroit Red Wings | NHL               | 43    | 10  | 16  | 26    | 15  | 6   | 18  | 4  | 12  | 16  | 4  | 8  |
| 1994/95           | Västerås IK       | Elitserien        | 13    | 2   | 10  | 12    | –   | 4   | –   | –  | –   | –   | –  | –  |
| 1995/96           | Detroit Red Wings | NHL               | 81    | 17  | 50  | 67    | 29  | 20  | 19  | 5  | 9   | 14  | 2  | 10 |
| 1996/97           | Detroit Red Wings | NHL               | 79    | 15  | 42  | 57    | 11  | 30  | 20  | 2  | 6   | 8   | 12 | 2  |
| 1997/98           | Detroit Red Wings | NHL               | 80    | 17  | 42  | 59    | 22  | 18  | 22  | 6  | 13  | 19  | 12 | 8  |
| 1998/99           | Detroit Red Wings | NHL               | 81    | 14  | 43  | 57    | 14  | 14  | 10  | 2  | 9   | 11  | 0  | 4  |
| 1999/00           | Detroit Red Wings | NHL               | 81    | 20  | 53  | 73    | 19  | 18  | 9   | 2  | 4   | 6   | -6 | 4  |
| 2000/01           | Detroit Red Wings | NHL               | 82    | 15  | 56  | 71    | 9   | 18  | 6   | 1  | 7   | 8   | 1  | 0  |
| 2001/02           | Detroit Red Wings | NHL               | 78    | 9   | 50  | 59    | 13  | 20  | 23  | 5  | 11  | 16  | 6  | 2  |
| 2002/03           | Detroit Red Wings | NHL               | 82    | 18  | 44  | 62    | 40  | 38  | 4   | 0  | 2   | 2   | -1 | 0  |
| 2003/04           | Detroit Red Wings | NHL               | 81    | 10  | 28  | 38    | 19  | 18  | 12  | 2  | 5   | 7   | 4  | 4  |
| 2005/06           | Detroit Red Wings | NHL               | 80    | 16  | 64  | 80    | 21  | 50  | 6   | 1  | 1   | 2   | -4 | 2  |
| 2006/07           | Detroit Red Wings | NHL               | 80    | 13  | 49  | 62    | 40  | 46  | 18  | 4  | 14  | 18  | 0  | 6  |
| 2007/08           | Detroit Red Wings | NHL               | 76    | 10  | 60  | 70    | 40  | 40  | 22  | 3  | 10  | 13  | 8  | 14 |
| 2008/09           | Detroit Red Wings | NHL               | 78    | 16  | 43  | 59    | 31  | 30  | 21  | 4  | 12  | 16  | 11 | 6  |
| 2009/10           | Detroit Red Wings | NHL               | 82    | 9   | 40  | 49    | 22  | 24  | 12  | 4  | 6   | 10  | 7  | 2  |
| 2010/11           | Detroit Red Wings | NHL               | 82    | 16  | 46  | 62    | -2  | 20  | 11  | 4  | 4   | 8   | 8  | 4  |
| 2011/12           | Detroit Red Wings | NHL               | 70    | 11  | 23  | 34    | 21  | 28  | 5   | 0  | 0   | 0   | 0  | 0  |
| Elitserien totalt | Elitserien totalt | Elitserien totalt | 110   | 14  | 39  | 53    | –   | 32  | 6   | 0  | 1   | 1   | –  | 6  |
| NHL totalt        | NHL totalt        | NHL totalt        | 1 564 | 264 | 878 | 1 142 | 450 | 514 | 263 | 54 | 129 | 183 | 61 | 76 |

### Internationellt
| År            | Lag           | Turnering     |    | Matcher | Mål | Assist | Poäng | Utv |
| ------------- | ------------- | ------------- | -- | ------- | --- | ------ | ----- | --- |
| 1990          | Sverige       | JVM           | 7  | 3       | 3   | 6      | 2     |     |
| 1991          | Sverige       | VM            | 10 | 3       | 3   | 6      | 4     |     |
| 1994          | Sverige       | VM            | 4  | 1       | 0   | 1      | 2     |     |
| 1996          | Sverige       | WC            | 4  | 2       | 1   | 3      | 0     |     |
| 1998          | Sverige       | OS            | 4  | 1       | 1   | 2      | 2     |     |
| 2002          | Sverige       | OS            | 4  | 1       | 5   | 6      | 0     |     |
| 2004          | Sverige       | VM            | 2  | 0       | 1   | 1      | 0     |     |
| 2004          | Sverige       | WC            | 4  | 1       | 0   | 1      | 2     |     |
| 2006          | Sverige       | OS            | 8  | 2       | 4   | 6      | 2     |     |
| 2010          | Sverige       | OS            | 4  | 0       | 0   | 0      | 2     |     |
| Senior totalt | Senior totalt | Senior totalt | 44 | 11      | 15  | 26     | 14    |     |